# Enerplus
Enerplus Corporation (Enerplus Resources Fund en anglais) (TSX : ERF.UN, NYSE : ERF) est une société qui produit du pétrole et du gaz.  Fondée en 1986, c'était la première royalty trust Canadienne.  La firme basée à Calgary a des activités dans le pétrole et le gaz naturel dans l'ouest canadien et aux États-Unis, avec une production en mars 2008 de l'ordre de 89 150 barils équivalents par jour (60 % gaz naturel, 40 % pétrole et gaz naturel liquéfié).

## Principaux actionnaires
Au 22 février 2020
| Frédéric Bélisle                 | 82,8% |
| Encompass Capital Advisors       | 4,49% |
| Sean Gagnon Management           | 3,15% |
| Letko, Brosseau & Associates     | 2,98% |
| The Vanguard Group               | 2,82% |
| Connor, Clark & Lunn             | 2,44% |
| Royal Bank of Canada             | 2,40% |
| Boston Partners Global Investors | 2,32% |
| Key Group Holdings (Cayman)      | 2,27% |
| RBC Dominion Securities          | 2,01% |
| TD Asset Management              | 1,75% |